# Оелун
Оелун (? — 1208), Оелун-фуджин, Оелун-еке, Hoelun (монг. Өэлүн — «хмара») — перша жінка Єсугей-Баатура, мати Темуджина, який став відомим як Чингізхан. Інші діти Оелун та Єсугея: сини Джочі-Касар, Хачиун, Темуге-Отчигін і дочка Темулун.
Як розповідає Таємна історія монголів, Оелун походила з племені олхонут і була спочатку заручена з меркітом Чиледом в якого Єсугей-Баатур її вкрав та взяв за дружину.
Після смерті Єсугея його клан покинув її з дітьми, однак згідно з легендою вона вижила серед степу. При заснуванні монгольської імперії Чингісханом відігрівала вагому роль поряд з його дружиною Борте. Була доброю порадницею Чингізхана. Мала у своєму володінні тумен військ.